# Stare Miasto (dzielnica Poznania 1954–1990)
Stare Miasto – dawna dzielnica administracyjna Poznania od 1954 do 1990 roku, obejmująca północno-centralną część miasta.
Po 1990 roku dzielnice zostały zlikwidowane, jednak Urząd Miasta Poznania przydzielił ich dawne obszary do swoich pięciu delegatur, w których znajdowało się część instytucji gminnych. Granice dawnych dzielnic zostały wykorzystane w celu organizacji pracy urzędu miasta. Delegatura UM Poznań-Stare Miasto znajdowała się przy ul. Libelta 16/20.
Pod koniec funkcjonowania dzielnica Stare Miasto obejmowała obszar o powierzchni 49,33 km², co stanowiło 18,9% powierzchni Poznania.
W obszarze dawnej dzielnicy 31 grudnia 2011 roku zamieszkiwało 156 091 osób.

## Położenie
W 1954 r. dzielnica obejmowała powierzchnię 20,65 km², natomiast pod koniec funkcjonowania 49,33 km².
Granice dzielnicy wyznaczały (licząc od zachodu) ulice: Obornicka, Lechicka, Piątkowska, Księcia Mieszka I, K. Pułaskiego, F. Roosevelta, Most Dworcowy, Królowej Jadwigi, Most Królowej Jadwigi oraz nowe koryto Warty.
Stare Miasto obejmowało następujące obszary, zwyczajowo również nazywane dzielnicami:
- Stare Miasto
- Chwaliszewo
  - Czartoria
- Grobla
- Garbary
- Rybaki
  - Piaski
- Winiary (część)
- Winogrady
  - Wilczak
- Szeląg
- Piątkowo
- Naramowice
- Umultowo
- Morasko
- Radojewo

## Architektura
Południową część dzielnicy zajmuje średniowieczny kompleks zabudowy powstały w wyniku lokacji na prawie magdeburskim w 1253 roku oraz Dzielnica Cesarska, powstała w początku XX wieku. Zespół urbanistyczno-architektoniczny starówki jako jednej z najstarszych dzielnic od 4 czerwca 1979 roku figuruje w rejestrze zabytków pod numerem A-225/M (od 6 października 1982 A-239). Osobno potraktowano zabytkowe centrum miasta (XIX wiek) figurujące w rejestrze zabytków od 14 marca 1980 roku pod numerem A-231/M jako odrębny zespół urbanistyczno-architektoniczny. Dalej na północ znajduje się największy park miasta - Park Cytadela obejmujący pozostałości poznańskiej cytadeli. Jeszcze bardziej na północ znajdują się rozległe obszary zabudowy wielorodzinnej powstałej w większości po 1960 roku. Nad brzegiem Warty zlokalizowany jest Szeląg, na którym dominuje zabudowa przemysłowa (w tym Lewobrzeżna Oczyszczalnia Ściekow). Na północ od Szelągu znajdują się Naramowice, które charakteryzuje obecność terenów wykorzystywanych rolniczo, a nad samym brzegiem rzeki znajduje się kompleks leśny stanowiący naramowicki klin zieleni. Najdalej oddaloną od centrum część dzielnicy zdominowała zabudowa jednorodzinna, tereny uprawne, miasteczko uniwersyteckie na Morasku i Umultowie oraz kolejny kompleks leśny.
W obrębie dzielnicy znajdują się wszystkie poznańskie rezerwaty - "Rezerwat Meteoryt Morasko" i "Rezerwat Żurawiniec". Od 2002 r. lub wcześniej, na wielu mapach i publikacjach pojawia się błędnie "Rezerwat Kokoryczowe Wzgórze" (Informacja potwierdzona w Wydziale Ochrony Środowiska Urzędu Miasta Poznania). "Kokoryczowe Wzgórza" mają charakter zabytkowego parku przydworskiego.

## Historia
W 1954 Prezydium Rządu utworzyło dużą dzielnicę Stare Miasto, jako jedną z pięciu. 
1 stycznia 1973 zmieniono granice Poznania i do dzielnicy przyłączono obszar dawnej wsi Piątkowo. 
W 1984 podział na 5 dzielnic Poznania ponowiła Rada Ministrów w granicach wyznaczonych przez Wojewódzką Radę Narodową w Poznaniu.
1 stycznia 1987 zmieniono granice miasta i do dzielnicy przyłączono obszar wsi Morasko i Umultowo.

## Administracja
Obszar dawnej dzielnicy znajduje się w zasięgu terytorialnym Urzędu Skarbowego Poznań-Śródmieście i Poznań Winogrady.
Na terenie dawnej dzielnicy znajdują się dwa komisariaty policji (KP Stare Miasto; KP Północ).
Obszar miasta jest w zasięgu Sądu Rejonowego Poznań-Stare Miasto w Poznaniu.